# DIVORCE/ディボース
『DIVORCE/ディボース』（Divorce）は、アメリカの連続テレビドラマ。2016年から2019年にかけて、ケーブルテレビ局HBOで放送された。全3シーズン。

## 概要
ニューヨーク州の郊外に住む愛が冷めきった中年夫婦の離婚劇をコミカルに描いた本作。妻役で『セックス・アンド・ザ・シティ』などで知られるサラ・ジェシカ・パーカーが主演を務め、夫役は『サイドウェイ』などで知られるトーマス・ヘイデン・チャーチが務めている。アメリカ本国ではHBOで2016年から放映されたが2019年の3シーズンをもって終了となった。2人の子供がいる倦怠期の夫婦とその取り巻きをコメディ・タッチで描かれた。サラ・ジェシカ・パーカーは本作で製作総指揮も務めている。

## あらすじ
ニューヨーク州郊外の町、ヘイスティングス・オン・ハドソン。閑静な住宅街に住むフランシスとロバートの夫婦は2人の子供がいるが結婚生活は破綻寸前だった。ある日、そんな結婚生活に嫌気がさしたフランシスはロバートに離婚を提案する。円満な離婚を望んでいたがフランシスだったが、自身の不倫もロバートに知られたことから周りの友人や弁護士も巻き込んで、事は静かに迷走し始める。

## 登場人物

### メイン
フランシス・デュフレーン
演 - サラ・ジェシカ・パーカー、日本語吹替 - 永島由子
本作の主人公。マンハッタンにある人材派遣会社に務める傍ら、2児の母親でもある。後に派遣会社を辞め、地元でアート・ギャラリーを開く。
ロバート・デュフレーン
演 - トーマス・ヘイデン・チャーチ、日本語吹替 - 石井康嗣
本作の主人公。2児の父親でもある。もともと10年間金融会社で働いていたが、現在は地元で住宅専門の大工として働いている。
ダイアン
演 - モリー・シャノン、日本語吹替 - 杉本ゆう
フランシスの友人。感情の浮き沈みが激しく、パーティー好きで派手なタイプだが、友人思いの一面もある。。
ダラス
演 - タリア・バルサム、日本語吹替 - 岸本百恵
フランシスの友人。離婚歴があることからフランシスの良き相談相手。恋愛に関しては肉食で、息子のコールとはあまりうまくいってない。
ニック
演 - トレイシー・レッツ
ダイアンの夫で、ロバートの友人でもある。金融業界で働いていたことからある程度いい家に住んでおり、リタイア後は趣味の料理に没頭。
ライラ
演 - スターリング・ジェリンズ
フランシスとロバートの長女。パパっこ気質からロバート寄りで、離婚騒動からフランシスに対する反抗期が芽生え始める。
トム
演 - チャーリー・キルゴア
フランシスとロバートの長男。典型的なティーンエイジャーで、両親の離婚問題にも無関心。
ジャッキー
演 - ベッキー・ニュートン
不動産レディで、物件案内がきっかけでロバートと急接近する。

### リカーリング
ジュリアン・ルノー
演 - ジェマイン・クレメント
フランシスの不倫相手。コロンビア大学で美術史を教える講師。不倫が発覚後はロバートの怒りの矛先となる。（シーズン1）
コール・ホルト
演 - アレックス・ウルフ
ダラスの1人息子。母親のダラスには無関心で、遊び人なガールフレンドを連れ込んではダラスから嫌がられている。（シーズン1）
トニー・シルヴァークリーク
演 - ディーン・ウィンタース
ロバートの離婚弁護士。女性を目の敵にしており、男性しか顧客に取らない肉食系弁護士。（シーズン1、2）
マックス・ブロドキン
演 - ジェフリー・デマン
フランシスの離婚弁護士。弁護士歴も長いベテランだが、軽い脳梗塞を患ってからボケ始めてくる。（シーズン1）
クレイグ
演 - ユル・ヴァスケス
ロバートの友人で、離婚に関する助言などをロバートに行う。（シーズン1、2）
ドナルド
演 - ロバート・フォスター
フランシスの父親。ロバートとの仲はそこまで悪くもなく、離婚に少なからずショックを受ける。（シーズン1）
テッド
演 - トム・リピンスキー
テニスクラブの会員で、ダラスの会員入会の際の面接官。年の差はあるが、後にダラスと急接近する。（シーズン2）

## 制作スタッフ
- 原作：サラ・ホーガン
- 製作総指揮：サラ・ホーガン
- 制作：ポール・シムズ、サラ・ジェシカ・パーカー、アーロン・カプラン、ほか
- 音楽：キーガン・デウィット
- プロダクション：HBOエンターテイメント

## エピソードリスト
| シーズン | シーズン | 話数 | 話数 | 放送期間      | 放送期間       |
| シーズン | シーズン | 話数 | 話数 | 初回放送      | 最終回放送     |
| -------- | -------- | ---- | ---- | ------------- | -------------- |
|          | 1        | 10   | 10   | 2016年10月9日 | 2016年12月11日 |
|          | 2        | 8    | 8    | 2018年1月14日 | 2018年3月4日   |
|          | 3        | 6    | 6    | 2019年7月1日  | 2019年8月5日   |

### シーズン1
| 各話 | 邦題             | 原題          | 放送日         |
| ---- | ---------------- | ------------- | -------------- |
| 1    | パイロット       | Pilot         | 2016年10月9日  |
| 2    | 翌日             | Next Day      | 2016年10月16日 |
| 3    | カウンセリング   | Counseling    | 2016年10月23日 |
| 4    | 調停             | Mediation     | 2016年10月30日 |
| 5    | グスタフ         | Gustav        | 2016年11月6日  |
| 6    | クリスマス       | Christmas     | 2016年11月13日 |
| 7    | 週末の計画       | Weekend Plans | 2016年11月20日 |
| 8    | 教会             | Church        | 2016年11月27日 |
| 9    | 次なるパーティー | Another Party | 2016年12月4日  |
| 10   | 雪解け           | Détente       | 2016年12月11日 |

### シーズン2
| 各話 | 邦題             | 原題                   | 放送日        |
| ---- | ---------------- | ---------------------- | ------------- |
| 1    | 2人の再出発      | Night Moves            | 2018年1月14日 |
| 2    | 娘の反抗期       | Happy Now?             | 2018年1月21日 |
| 3    | 運命の出会い     | Worth It               | 2018年1月28日 |
| 4    | 思い出のオハイオ | Ohio                   | 2018年2月4日  |
| 5    | ロバートの恋人   | Breaking the Ice       | 2018年2月11日 |
| 6    | 息子の成長       | Losing It              | 2018年2月18日 |
| 7    | 別れの足音       | Going, Going... Gone   | 2018年2月25日 |
| 8    | 母の決意         | Alone Again, Naturally | 2018年3月4日  |